# Юрьев, Иван Васильевич
Ива́н Васи́льевич Ю́рьев (24 марта [6 апреля] 1917 года — 30 марта 1944 года) — участник Великой Отечественной войны, командир миномётного расчёта 78-го гвардейского стрелкового полка 25-й гвардейской Краснознамённой стрелковой дивизии 6-й армии Юго-Западного фронта, Герой Советского Союза, гвардии сержант.

## Биография
Родился 24 марта (6 апреля) 1917 года в деревне Петряево ныне Судиславского района Костромской области в семье крестьянина. Русский. Окончил 7 классов. Работал в сельпо.
Зимой 1942 года был призван в Красную армию. С этого же года на фронте. Вскоре ему присвоили звание сержанта, назначили командиром миномётного расчёта. В боях был ранен, награждён боевым орденом. После излечения вернулся в свою часть. Отличился при форсировании реки Днепр.
В ночь на 26 сентября 1943 году гвардии сержант Юрьев со своим расчётом в составе десантного отряда переплыл Днепр в районе села Войсковое (Солонянский район Днепропетровской области). Плоты были разбиты, и бойцы до берега добирались вплавь. 14 десантников стремительным броском выбили гитлеровцев из первых траншей и захватили высоту. Юрьев в ходе боя гранатами уничтожил пулемётную точку, сдерживающую продвижение отряда.
В течение следующего дня гвардейцы отразили пять контратак противника, уничтожили несколько танков, несколько десятков гитлеровских солдат и офицеров. Десантники удержали участок берега до подхода подкреплений.
Указом Президиума Верховного Совета СССР от 19 марта 1944 года за образцовое выполнение заданий командования и проявленные мужество и героизм в боях с немецко-фашистскими захватчиками гвардии сержанту Ивану Васильевичу Юрьеву присвоено звание Героя Советского Союза.
Награду получить не успел, так как погиб 30 марта 1944 года в бою под Кировоградом.
Похоронен возле села Грушка.

## Награды
- Медаль «Золотая Звезда» Героя Советского Союза;
- орден Ленина;
- орден Красной Звезды.

## Память
- Именем Героя названа улица в посёлке городского типа Судиславль Костромской области, где на доме № 1 установлена мемориальная доска.
- В Судиславле на улице Комсомольская сооружен мемориал Героям Советского Союза.
- Памятный знак установлен в городе Лубны Полтавской области (Украина).